# Pu Siang-č’
Pu Siang-č’ (čínsky pchin-jinem Bǔ Xiángzhì, znaky 卜祥志; * 10. prosince 1985) je čínský šachový mezinárodní velmistr. Roku 1999 se jako třináctiletý stal 10. čínským velmistrem a tehdy také nejmladším velmistrem dějin. Roku 2004 byl mistrem Číny v šachu. Svou zemi úspěšně reprezentoval jako člen národního družstva na Světovém mistrovství družstev 2015 a na Šachové olympiádě 2018.